# Altmannspeier
Altmannspeier ist ein Ortsteil der Gemeinde Aichstetten im Landkreis Ravensburg in Baden-Württemberg. 

## Geografie
Der Weiler liegt circa zwei Kilometer südlich von Aichstetten und ist über die Kreisstraße 7913 zu erreichen.

## Geschichte
Im Jahr 1422 wurde Altmannspeier als „Salmansburren“ erstmals erwähnt.